# Мария фон Хоенцолерн-Зигмаринген
Мария Луиза Александрина Каролина фон Хоенцолерн-Зигмаринген (на немски: Marie Luise Alexandrine Caroline von Hohenzollern-Sigmaringen; * 17 ноември 1845, Зигмаринген; † 26 ноември 1912, Брюксел, Белгия) е принцеса от Хоенцолерн-Зигмаринген и чрез женитба принцеса на Белгия и графиня на Фландрия. Тя е майка на крал Албер I Белгийски и прапрабаба на днешния крал Филип Белгийски.

## Произход
Тя е най-малката дъщеря на княз Карл Антон фон Хоенцолерн-Зигмаринген (1811 – 1885) и съпругата му принцеса Жозефина Фредерика Луиза фон Баден (1813 – 1900), дъщеря на велик херцог Карл Лудвиг Фридрих фон Баден (1786 – 1818) и императорската принцеса Стефани дьо Боарне (1789 – 1860), осиновената дъщеря на Наполеон Бонапарт.
- Принцеса Мария фон Хоенцолерн, 1867
- Принцеса Мария фон Хоенцолерн-Зигмаринген-Белгийска, графиня на Фландрия, 1880-те
- Мария фон Хоенцолерн-Зигмаринген, графиня на Фландрия

## Фамилия
Мария фон Хоенцолерн-Зигмаринген се омъжва на 25 април 1867 г. в Берлин за принц Филип Белгийски (* 24 март 1837, дворец Лакен; † 17 ноември 1905, Брюксел), граф на Фландрия, син на крал Леополд I от Белгия (1790 – 1865) и принцеса Луиза-Мария Орлеанска (1812 – 1850), дъщеря на френския крал Луи-Филип. Той е брат на Леополд II (1835 – 1909), втори крал на белгийците. Те имат децата:
- Бодоин Леополд Филипе Мария Шарл Антоан Йозеф Луис Белгийски (* 3 юни 1869; † 23 януари 1891)
- Хенриета Мария Шарлота Антоанета Белгийска (* 30 ноември 1870; † 28 март 1948), омъжена на 12 февруари 1896 г. в Брюксел за Емануел Орлеански, херцог на Вендом и д'Аленсон (1872 – 1931)
- Жозефина Белгийска (* 30 ноември 1870; † 18 януари 1871)
- Йозефина Карола Мария Албертина Белгийска (* 18 октомври 1872; † 6 януари 1958), омъжена на 28 май 1894 г. в Брюксел за принц Карл Антон фон Хоенцолерн (1868 – 1919)
- Албер I Леополд Клеменс Мария Майнрад Белгийски (* 8 април 1875, Брюксел; † 17 февруари 1934, Марш ле Дам, Белгия), крал на Белгия (1909 – 1934), женен на 2 октомври 1900 г. в Мюнхен за принцеса Елизабет Баварска (1876 – 1965)

- Филип Белгийски и Мария фон Хоенцолерн-Зигмаринген
- Мария с децата си
- Мария с децата си